# 장웅 (아나운서)
장웅(1971년 8월 26일 ~ )은 대한민국의 KBS 아나운서이다.

## 주요 이력
- 2000년 KBS 26기 공채 아나운서(KBS제주방송총국 지역근무)
- 1997년 YTN 앵커
- 2003년 5월 : 아나운서실 한국어연구부 부장

## 학력
- 휘문고등학교 졸업
- 한국외국어대학교 경영학 (학사)
- 한국외국어대학교 대학원 경영정보학 (석사)

## 진행

### TV 프로그램
- 2000년 : KBS1 《KBS 뉴스 (12:00)》 주말
- 2004년 : KBS1 《KBS 뉴스 (17:00)》 주말
- 2005년 : KBS 위성1TV 《KBS 장기왕전》 진행자 및 제6기 시상식
- 2005년, 2010년 ~ 2019년 : KBS1 《KBS 바둑왕전》 제24기, 29기 ~ 38기 시상식
- 2007년 : KBS1 《바른말 고운말》
- 2010년 : KBS2 《KBS 뉴스타임》 일요일
- 2014년 : KBS2 《굿모닝 대한민국》
- 2014년 : KBS1 《6시 내고향》(7월 21일 ~ 8월 1일) 임시진행
- 2015년 : KBS2 《2TV 아침》
- 2016년 : KBS1 《TV쇼 진품명품》 더빙 내레이션
- 2017년 : KBS1 《KBS 5시 뉴스》 일요일
- 2017년 : KBS1 《KBS 주말뉴스》 일요일
- 2018년 : KBS1 《사랑의 가족》
- 2019년 : KBS1 《KBS 주말뉴스》 토요일
- 2020년 : KBS2 《2TV 생생정보》 내레이션
- 2022년 : KBS1 《KBS 뉴스광장》 문화광장
- 2023년 : KBS1 6시 내고향 내레이션 <전설의 내고향> 코너
- 2023년 : KBS1 아침마당 	《9469회(방송의 날 특집) 행복한 금요일 쌍쌍파티 - 사랑의 가족 최장기간 진행중인 장웅(26기) 아나운서와 같이 도전함》
- 2024년 : KBS2 《무엇이든 물어보세요》(2024년 6월 4일 ~ 6월 18일) 화요일 아나운서 패널
- 2024년 : KBS2 《무엇이든 물어보세요》(2024년 6월 21일 ~ 2025년 3월 28일) 금요일 아나운서 패널

### 라디오 프로그램
- 2007년 ~ 2023년 : KBS 3라디오 《함께하는 세상 만들기》
- 2023년 ~ 현재 : KBS 3라디오 《내일은 푸른하늘》